# Museo del 20 de julio
El Museo de la Independencia - Casa del Florero, antes llamado Museo del 20 de julio, es un museo de Bogotá, Colombia, que se ubica  en una construcción colonial en la esquina noreste de la Plaza de Bolívar. En él se produjo uno de los acontecimientos históricos más destacados, conocido como el Grito de Independencia, el 20 de julio de 1810. 

## El Grito de Independencia
El viernes 20 de julio de 1810, día de mercado en la ciudad, el señor Luis Rubio junto con un grupo de ciudadanos de Santa Fe (antigua denominación de Bogotá), encabezados por los criollos Francisco y Antonio Morales, se acercaron al establecimiento del ciudadano español José González Llorente ubicado en dicho lugar, a solicitar en préstamo un florero para brindar un agasajo con motivo de la visita del comisionado regio y Capitán de Fragata de la Real Armada, Antonio Villavicencio a la ciudad de Bogotá, la cual se llevaría a cabo el 1° de agosto. Todo esto hacía parte de un plan bien establecido, en el cual se buscaría incitar la gresca con Llorente.
Ante la negativa de González Llorente a prestar el florero se generó una situación de tensión que terminó por convulsionar a la población que se encontraba en la plaza mayor. Dicha situación despertó los ideales independentistas de los criollos, quienes se manifestaron en contra del gobierno español.

## Antecedentes
La Casa del Florero fue construida para el mariscal Hernán Venegas Carrillo a finales del siglo XVI en la esquina de la Calle Real (actualmente la Carrera Séptima) con la Calle de la Catedral (actualmente la calle 11) de la plaza mayor de la ciudad.
Entre los años de 1739 y 1792 la casa fue propiedad del señor Francisco Moreno y Escandón, fiscal de la Real Audiencia y posteriormente fue cedida por Sebastián Rodríguez Trujillo a su hija, quien alquilaba el balcón para presenciar los eventos que se realizaban en la plaza mayor.

Debido al carácter de la plaza de mercado, la casa fue destinada en 1810 al comercio, y en ella se encontraban diversos establecimientos, uno de los cuales era el almacén de González Llorente. Después de los acontecimientos del 20 de julio de 1810, José González Llorente permaneció apresado hasta el 4 de enero de 1811, día en que regresó a la casa. La construcción tuvo varios usos, principalmente de comercio, y fue uno de los edificios sobrevivientes del Bogotazo, ya que fue protegido por sus propietarios de la turba. 

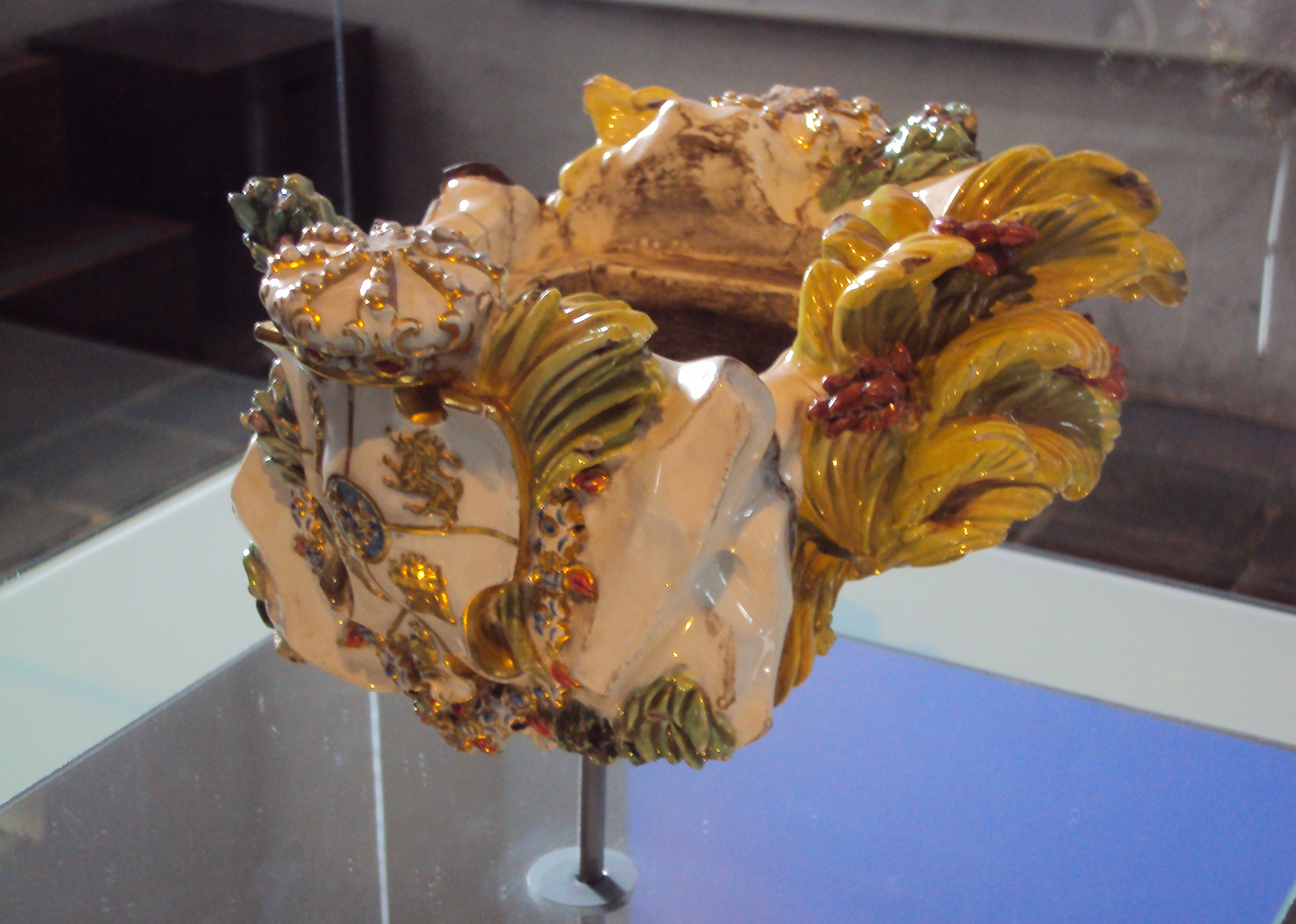
Base del florero de Llorente, pieza fundacional del Museo de la Independencia. Cerámica porcelanizada,.

## Fundación del Museo

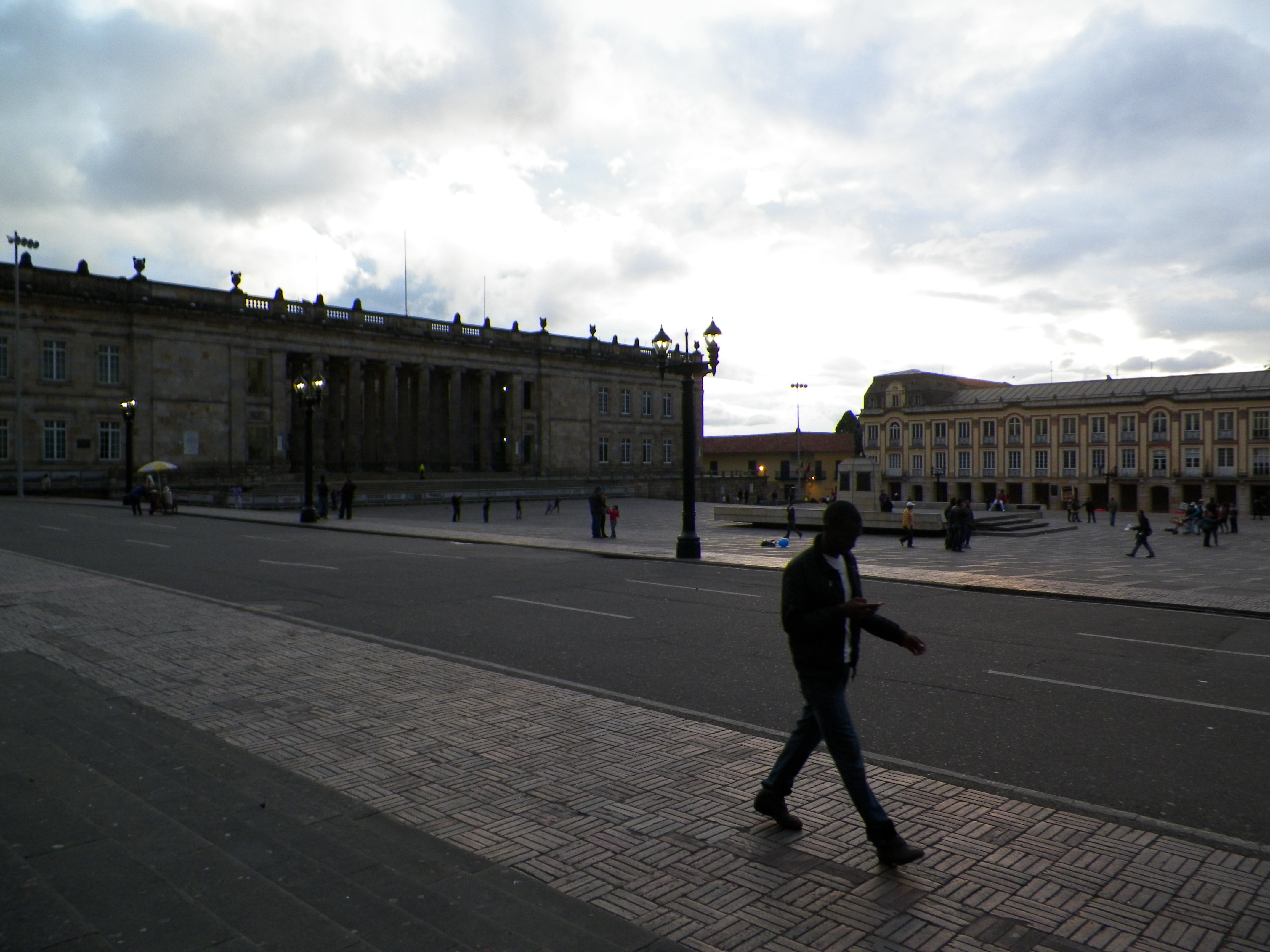
Plaza de Bolívar en Bogotá

En esta casa esquinera de la Plaza de Bolívar fue fundado en 1960 el Museo del 20 de Julio, con ocasión del sesquicentenario de la Independencia nacional. El proceso fue liderado por el historiador Guillermo Hernández de Alba, miembro de la Academia Colombiana de Historia, quien dirigió el museo durante los siguientes 25 años. Entre los principales benefactores iniciales del museo se contaron Eduardo Santos, Alberto Lleras Camargo, monseñor Carlos Vargas Umaña, monseñor Emilio de Brigard, María Restrepo de Rivas Putnam, Lucrecia Suescún de Meek, la familia de Eduardo Posada y Hernán Alzate Avendaño, así como las Fundaciones Beatriz Osorio, el Banco de la República, la Gobernación de Cundinamarca y el entonces denominado Distrito Especial de Bogotá. 
La remodelación y ampliación de la casa, que amenazaba ruina, fue comisionada al arquitecto payanés Hernando González Varona, y su recuperación se logró gracias a que había sido incluida como uno de los inmuebles de interés para la Nación en la ley 95 del 4 de diciembre de 1959, que determinó la necesidad de adquirir, restaurar y reparar el inmueble, así como sus zonas contiguas. Al constituirse el Instituto Colombiano de Cultura en 1969 por voluntad del presidente Carlos Lleras Restrepo, la casa museo fue incorporada al nuevo Instituto y, en 1997, al recién creado Ministerio de las Culturas, las Artes y los Saberes.

## Primeras piezas de la colección

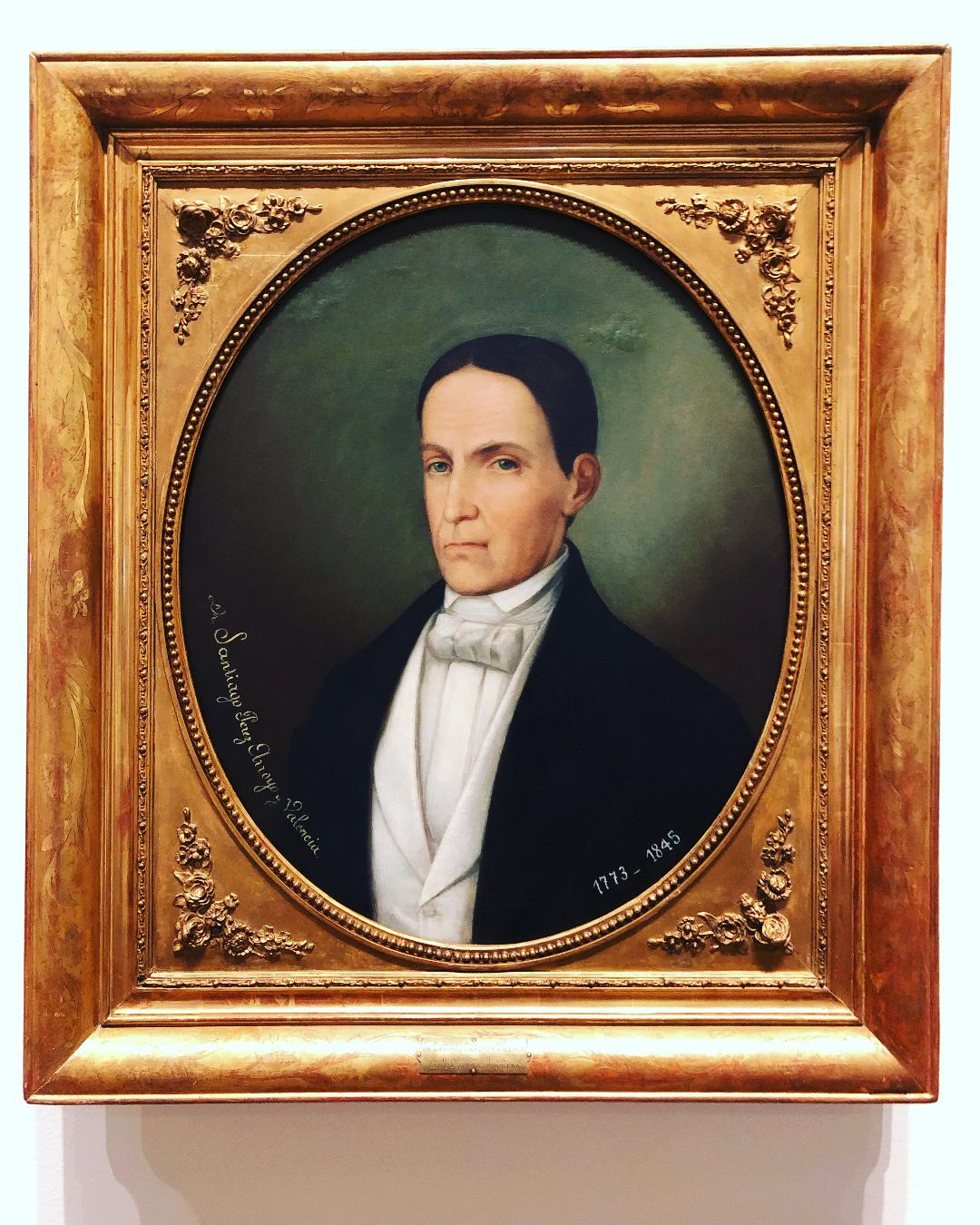
Una de las primeras piezas de la colección fue el retrato de Santiago Arroyo y Valencia, El Prócer Civil de la Independencia, donado al museo en 1960 por sus descendientes.

Para enriquecer las colecciones del naciente museo, el Gobierno nacional invitó a través del diario El Tiempo a las familias colombianas descendientes de los próceres de la Independencia a donar objetos artísticos, mobiliario, documentos, retratos y reliquias familiares pertenecientes a los protagonistas de los sucesos del 20 de julio de 1810, invitación que fue aceptada de manera generosa por numerosas familias de todo el país. 
Así mismo, un decreto del presidente Lleras Camargo facilitó la conformación de un núcleo central de objetos históricos con sesenta y una piezas procedentes del Museo Nacional, la Quinta de Bolívar, el Museo de Arte Colonial y la Academia Colombiana de Historia, entre las que se contaron el candado original de la puerta de la tienda de José González Llorente, un retrato de José Celestino Mutis, obras originales del pintor José María Espinosa y la base del histórico florero que desencadenó la reyerta. 
El esquema original del museo contaba con tres salas en la planta baja, destinadas al florero de Llorente, al Acta de la Independencia y al desarrollo del Derecho Constitucional Colombiano y el periodismo. Las plantas superiores estaban dedicadas al General Francisco de Paula Santander, y a los próceres payaneses Camilo Torres Tenorio y Francisco José de Caldas.

## El Museo en el Bicentenario

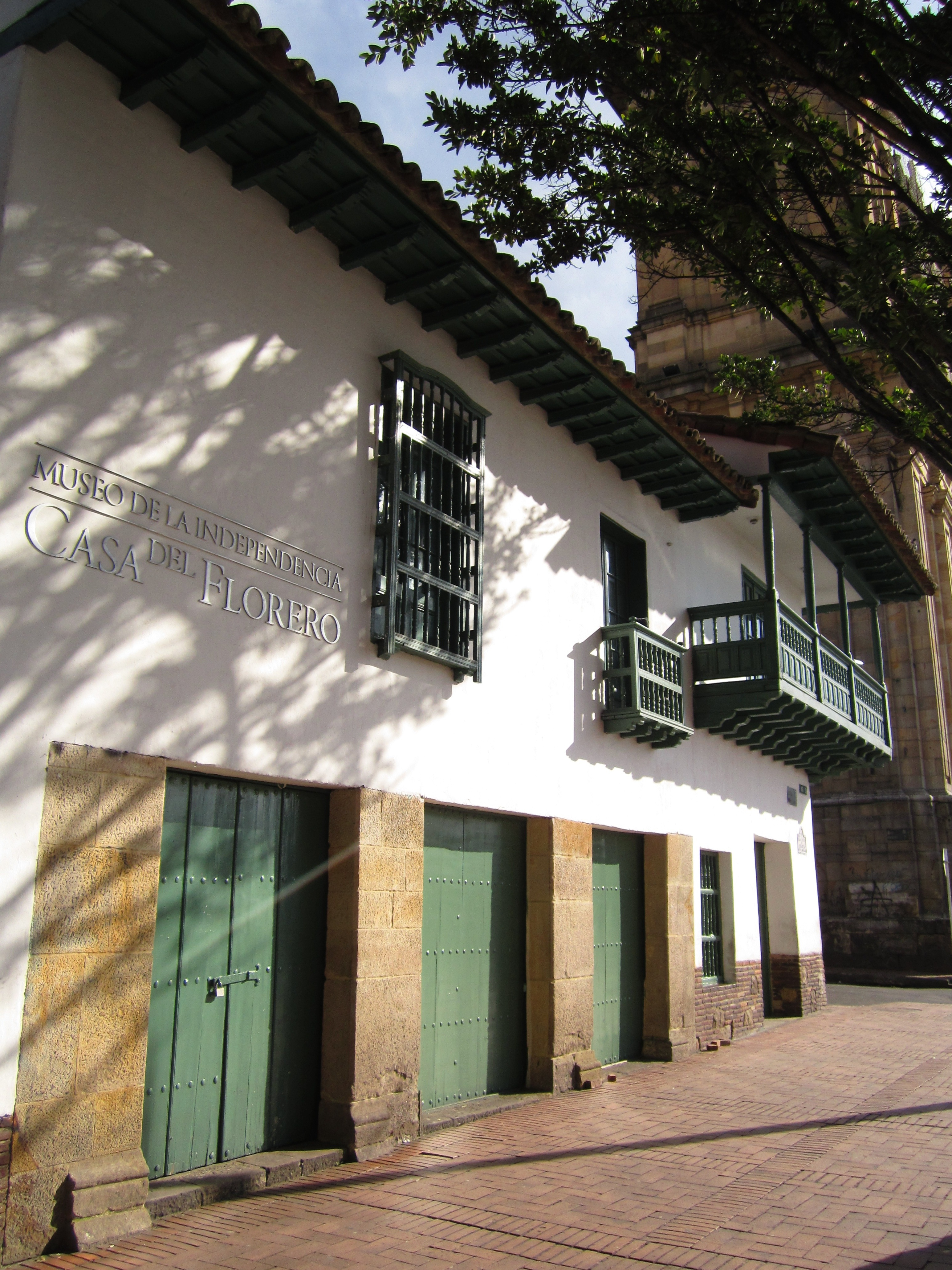
Fachada del museo sobre la carrera 7a., antigua Calle Real del Comercio. Al fondo, la Catedral Basílica Metropolitana de Bogotá y Primada de Colombia.

En el año 2010 se denominó el museo como Museo de la Independencia para conmemorar el Bicentenario de la independencia de Colombia, y se realizó una renovación del mismo a partir de una nueva línea curatorial y una narrativa que lo transformó en un espacio de encuentro y diálogo con la historia y el presente. En esa misma fecha se entregaron al público seis nuevas salas, en las que se plantean reflexiones sobre los acontecimientos que desembocaron en la firma del Acta de la Revolución del 20 de julio de 1810 y sobre conceptos como la autonomía, la libertad, las formas de gobierno y las dinámicas sociales. 
La colección está compuesta por documentos, pinturas y objetos personales de gran valor histórico de personajes protagonistas de la lucha por la independencia de Colombia. 
Tras su remodelación y reorganización, la casa sigue funcionando como museo y allí se muestra la historia de la independencia de Colombia y parte de los numerosos objetos relacionados con ésta, además de exponer la base del florero que generó la reyerta. En este museo se construyen, de forma participativa con sus usuarios y comunidades, experiencias significativas en torno a los conceptos de independencia y ciudadanía para contribuir al bienestar y la confianza entre los colombianos.